# Antonio Cappelli (1849-1902)
Antonio Cappelli (San Demetrio ne' Vestini, 7 ottobre 1849 – Roma, 1º dicembre 1902) è stato un politico e agronomo italiano.

## Biografia
Antonio Cappelli nacque a San Demetrio ne' Vestini nel 1849 da Luigi (fratello maggiore di Emidio) e Ludovica Franchi. Il fratello maggiore di Antonio, Raffaele, avrebbe ricoperto importanti incarichi come diplomatico e poi ministro degli affari esteri. Antonio Cappelli, conseguita la laurea in giurisprudenza all'Università di Napoli si dedicò prevalentemente alla politica e all'agricoltura.
Fu consigliere provinciale, presidente della Deputazione provinciale, e per un decennio presidente del consiglio provinciale dell'Aquila. Nell'ambito di queste assisi s'interessò in modo particolare di tematiche relative alla pubblica istruzione. Venne nominato senatore del Regno d'Italia il 20 novembre 1891.
Nel campo agricolo, scrisse e operò in difesa dell'industria armentizia, nel periodo della crisi dei prodotti di derivazione ovina (lane e formaggi) provocata dall'abbattimento doganale, che permise le importazioni in particolare di lane australiane ed argentine, e contro la concorrenza dei formaggi pecorini albanesi e turchi. Comprendendo, tuttavia, la portata della crisi, di concerto con il fratello, dissodò una larga estensione di terra nel Tavoliere delle Puglie, una volta destinata a pascolo, per la coltura del grano e dei foraggi, dando di fatto l'avvio all'epoca della trasformazioni agrarie in Puglia. Sempre di concerto con il fratello, introdusse in quella regione i più moderni metodi di coltivazione: dalle rotazioni razionali alle concimazioni chimiche.
Fu anche presidente della terza sezione (allevamento del bestiame e industrie agrarie derivanti) della Società degli agricoltori italiani.